# Masters of Formula 3 1991
De Marlboro Masters of Formula 3 1991 was de eerste editie van de Masters of Formula 3. De race, waarin Formule 3-teams uit verschillende Europese kampioenschappen tegen elkaar uitkomen, werd verreden op 18 augustus 1991 op het Circuit Park Zandvoort.
De race werd gewonnen door David Coulthard voor Paul Stewart Racing. West Surrey Racing-coureur Jordi Gené en Alan Docking Racing-coureur Marcel Albers maakten het podium compleet.

## Inschrijvingen
| Team                 | No | Rijder             | Chassis | Motor       | Kampioenschap        |
| -------------------- | -- | ------------------ | ------- | ----------- | -------------------- |
| Alan Docking Racing  | 1  | Marcel Albers      | Ralt    | Mugen-Honda | Britse Formule 3     |
| Alan Docking Racing  | 2  | Hideki Noda        | Ralt    | Mugen-Honda | Britse Formule 3     |
| West Surrey Racing   | 3  | Jordi Gené         | Ralt    | Mugen-Honda | Britse Formule 3     |
| West Surrey Racing   | 4  | Rubens Barrichello | Ralt    | Mugen-Honda | Britse Formule 3     |
| Nomag Racing         | 5  | Frank ten Wolde    | Ralt    | Volkswagen  | Duitse Formule 3     |
| Picko Troberg Racing | 6  | Claes Rothstein    | Ralt    | Volkswagen  | Zweedse Formule 3    |
| Picko Troberg Racing | 7  | Linus Lundberg     | Ralt    | Volkswagen  | Zweedse Formule 3    |
| Pole 88 AB           | 8  | Thomas Johansson   | Reynard | Mugen-Honda | Zweedse Formule 3    |
| Pole 88 AB           | 9  | Michael Gustavsson | Reynard | Mugen-Honda | Zweedse Formule 3    |
| Pole 88 AB           | 10 | Niclas Jönsson     | Reynard | Mugen-Honda | Zweedse Formule 3    |
| Graff Racing         | 12 | Christophe Bouchut | Ralt    | Volkswagen  | Franse Formule 3     |
| KTR Racing           | 14 | Ludovic Faure      | Ralt    | Volkswagen  | Franse Formule 3     |
| Coloni Racing        | 15 | Paolo Coloni       | Ralt    | Alfa Romeo  | Italiaanse Formule 3 |
| Paul Stewart Racing  | 18 | David Coulthard    | Ralt    | Mugen-Honda | Britse Formule 3     |
| Paul Stewart Racing  | 19 | André Ribeiro      | Ralt    | Mugen-Honda | Britse Formule 3     |
| Supercars            | 22 | Luca Badoer        | Dallara | Alfa Romeo  | Italiaanse Formule 3 |

## Kwalificatie
| Positie | Nr. | Rijder             | Team                 | Tijd     |
| ------- | --- | ------------------ | -------------------- | -------- |
| 1       | 4   | Rubens Barrichello | West Surrey Racing   | 1:02.065 |
| 2       | 3   | Jordi Gené         | West Surrey Racing   | 1:02.302 |
| 3       | 12  | Christophe Bouchut | Graff Racing         | 1:02.559 |
| 4       | 1   | Marcel Albers      | Alan Docking Racing  | 1:02.575 |
| 5       | 18  | David Coulthard    | Paul Stewart Racing  | 1:02.744 |
| 6       | 19  | André Ribeiro      | Paul Stewart Racing  | 1:02.750 |
| 7       | 10  | Niclas Jönsson     | Pole 88 AB           | 1:03.027 |
| 8       | 2   | Hideki Noda        | Alan Docking Racing  | 1:03.030 |
| 9       | 14  | Ludovic Faure      | KTR Racing           | 1:03.031 |
| 10      | 22  | Luca Badoer        | Supercars            | 1:03.100 |
| 11      | 15  | Paolo Coloni       | Coloni Racing        | 1:03.470 |
| 12      | 7   | Linus Lundberg     | Picko Troberg Racing | 1:03.504 |
| 13      | 9   | Michael Gustavsson | Pole 88 AB           | 1:03.811 |
| 14      | 6   | Claes Rothstein    | Picko Troberg Racing | 1:04.252 |
| 15      | 8   | Thomas Johansson   | Pole 88 AB           | 1:04.321 |
| 16      | 5   | Frank ten Wolde    | Nomag Racing         | 1:04.802 |

## Race
| Positie | Nr. | Rijder             | Team                 | Ronden | Tijd/Verschil | Grid |
| ------- | --- | ------------------ | -------------------- | ------ | ------------- | ---- |
| 1       | 18  | David Coulthard    | Paul Stewart Racing  | 35     | 37:15.157     | 5    |
| 2       | 3   | Jordi Gené         | West Surrey Racing   | 35     | +0.341        | 2    |
| 3       | 1   | Marcel Albers      | Alan Docking Racing  | 35     | +4.370        | 4    |
| 4       | 22  | Luca Badoer        | Supercars            | 35     | +25.312       | 10   |
| 5       | 14  | Ludovic Faure      | KTR Racing           | 35     | +26.885       | 9    |
| 6       | 4   | Rubens Barrichello | West Surrey Racing   | 35     | +39.264       | 1    |
| 7       | 19  | André Ribeiro      | Paul Stewart Racing  | 35     | +40.274       | 6    |
| 8       | 7   | Linus Lundberg     | Picko Troberg Racing | 35     | +47.226       | 12   |
| 9       | 15  | Paolo Coloni       | Coloni Racing        | 35     | +1:24.708     | 11   |
| 10      | 2   | Hideki Noda        | Alan Docking Racing  | 34     | +1 ronde      | 8    |
| 11      | 6   | Claes Rothstein    | Picko Troberg Racing | 34     | +1 ronde      | 14   |
| 12      | 5   | Frank ten Wolde    | Nomag Racing         | 34     | +1 ronde      | 16   |
| 13      | 9   | Michael Gustavsson | Pole 88 AB           | 33     | +2 ronden     | 13   |
| 14      | 10  | Niclas Jönsson     | Pole 88 AB           | 33     | +2 ronden     | 7    |
| DNF     | 8   | Thomas Johansson   | Pole 88 AB           | 7      | Uitgevallen   | 15   |
| DNF     | 12  | Christophe Bouchut | Graff Racing         | 2      | Uitgevallen   | 3    |

1991 · 1992 · 1993 · 1994 · 1995 · 1996 · 1997 · 1998 · 1999 · 2000 · 2001 · 2002 · 2003 · 2004 · 2005 · 2006 · 2007 · 2008 · 2009 · 2010 · 2011 · 2012 · 2013 · 2014 · 2015 · 2016
Lijst van coureurs